# Robert P. Griffin
Robert P. Griffin (Detroit, 1923. november 6. – Traverse City, 2015. április 17.) az Amerikai Egyesült Államok szenátora (Michigan, 1966–1979).